# Zaruma purpurea
Zaruma purpurea är en insektsart som beskrevs av Young 1977. Zaruma purpurea ingår i släktet Zaruma och familjen dvärgstritar. Inga underarter finns listade i Catalogue of Life.